# Pelophryne rhopophilius
Pelophryne rhopophilius é uma espécie de sapo da família Bufonidae. Ele é endêmico em Malásia e, possivelmente, Brunei e Indonésia. Seu habitat natural são as florestas úmidas das terras baixas e das montanhas, em áreas tropicais e subtropicais, e marismas intermitentes de água doce. Está ameaçado pela perda do seu habitat.